# Liste der Biografien/Verg
Liste der Biografien |
Portal Biografien |
Personensuche
# |
A |
B |
C |
D |
E |
F |
G |
H |
I |
J |
K |
L |
M |
N |
O |
P |
Q |
R |
S |
T |
U |
V |
W |
X |
Y |
Z |
?
 
Va |
Vd |
Ve |
Vh |
Vi |
Vj |
Vl |
Vn |
Vo |
Vr |
Vs |
Vt |
Vu |
Vy
 
Vea |
Veb |
Vec |
Ved |
Vee |
Veg |
Veh |
Vei |
Vej |
Vek |
Vel |
Vem |
Ven |
Veo |
Veq |
Ver |
Ves |
Vet |
Veu |
Vev |
Vex |
Vey |
Vez
 
Vera |
Verb |
Verc |
Verd |
Vere |
Verf |
Verg |
Verh |
Veri |
Verj |
Verk |
Verl |
Verm |
Vern |
Vero |
Verp |
Verq |
Verr |
Vers |
Vert |
Veru |
Verv |
Verw |
Very |
Verz
Die Liste der Biografien führt alle Personen auf, die in der deutschsprachigen Wikipedia einen Artikel haben. Dieses ist eine Teilliste mit 116 Einträgen von Personen, deren Namen mit den Buchstaben „Verg“ beginnt.

## Verg
- Verg, Erik (1919–2005), deutscher Journalist und Buchautor

### Verga
- Verga, Ettore (1867–1930), italienischer Historiker und Archivar
- Verga, Giovanni (1840–1922), SchriftstellerGiovanni Verga (1840–1922)

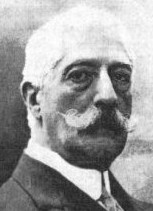
Giovanni Verga (1840–1922)

- Verga, Isidoro (1832–1899), italienischer Kirchenrechtler und Kurienkardinal
- Verga, Valentin (* 1989), niederländischer Hockeyspieler
- Vergaerde, Otto (* 1994), belgischer Radsportler
- Vergallito, Luca (* 1997), italienischer Radrennfahrer
- Vergani, Ernst (1848–1915), österreichischer Bauingenieur und Politiker, Landtagsabgeordneter
- Vergano, Aldo (1891–1957), italienischer Filmregisseur
- Vergara Albano, Pedro Nolasco (1800–1867), chilenischer Deputierter, Gouverneur und Grundbesitzer
- Vergara Rivera, Antonia (* 2006), chilenische Tennisspielerin
- Vergara y Velasco, Francisco Javier (1860–1914), kolumbianischer Geograph, Kartograph und Historiker
- Vergara, Adán (* 1981), chilenischer Fußballspieler
- Vergara, Amaury (* 1987), mexikanischer Unternehmer
- Vergara, Ana (* 2002), spanische Volleyball- und Beachvolleyballspielerin
- Vergara, Fernando (* 1970), chilenischer Fußballspieler
- Vergara, Guillermo (1890–1943), chilenischer Maler
- Vergara, Jaime (* 1987), kolumbianischer Radrennfahrer
- Vergara, Jherson (* 1994), kolumbianischer Fußballspieler
- Vergara, Jorge (1955–2019), mexikanischer Unternehmer
- Vergara, Juan de (1492–1557), spanischer Humanist und Bibelphilologe
- Vergara, Kiara (* 2002), paraguayische Handballspielerin
- Vergara, Marta (1898–1995), chilenische Autorin, Journalistin und Frauenrechtlerin
- Vergara, Mónica (* 1983), mexikanische Fußballspielerin
- Vergara, Mylo Hubert Claudio (* 1962), philippinischer Geistlicher, römisch-katholischer Bischof von Pasig
- Vergara, Pedro, chilenischer Fußballspieler
- Vergara, Sandra (* 1988), kolumbianisches Model, Schauspielerin und Talkshow-Moderatorin
- Vergara, Sofía (* 1972), kolumbianisch-US-amerikanische Schauspielerin und ModelSofía Vergara (* 1972)

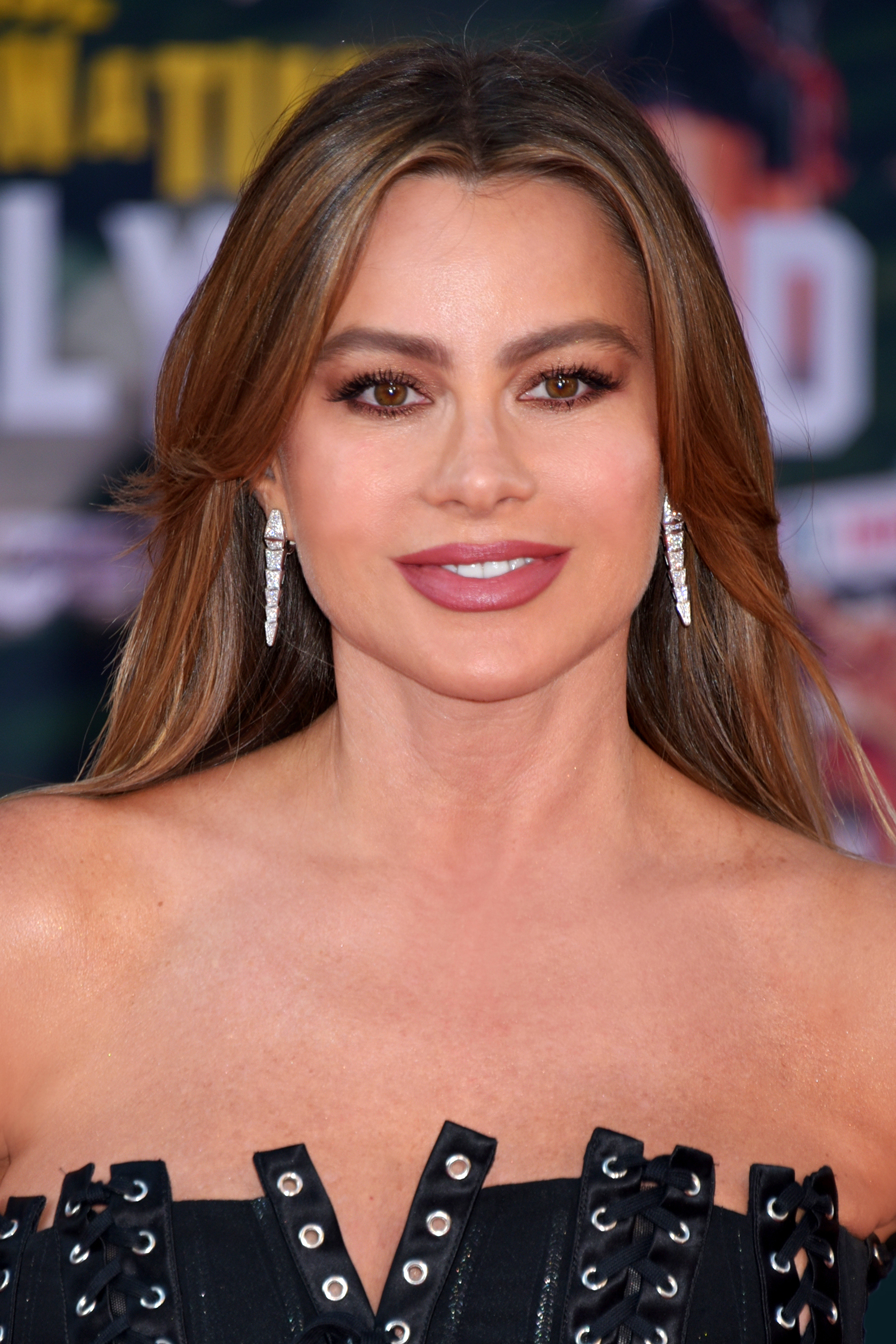
Sofía Vergara (* 1972)

- Vergara, Victoria (* 1948), chilenische Opernsängerin (Mezzosopran)
- Vergara-Paras, Lalaine (* 1987), US-amerikanische Schauspielerin und Sängerin
- Vergassola, Simone (* 1976), italienischer Fußballspieler
- Vergau, Hans-Joachim (1935–2021), deutscher Diplomat und Rechtswissenschaftler
- Vergauwen, Guido (* 1944), belgischer Ordensgeistlicher und Theologe
- Vergauwen, Raymonde (1928–2018), belgische Schwimmerin

### Verge
- Vergé, David (* 1972), französischer Politiker, ehemaliges Mitglied der Nationalversammlung, ehemaliger Präsident der Territorialversammlung von Wallis und Futuna
- Vergé, Roger (1930–2015), französischer Koch und Gastronom sowie Kochbuchautor
- Vergé-Dépré, Anouk (* 1992), Schweizer Volleyball- und BeachvolleyballspielerinAnouk Vergé-Dépré (* 1992)

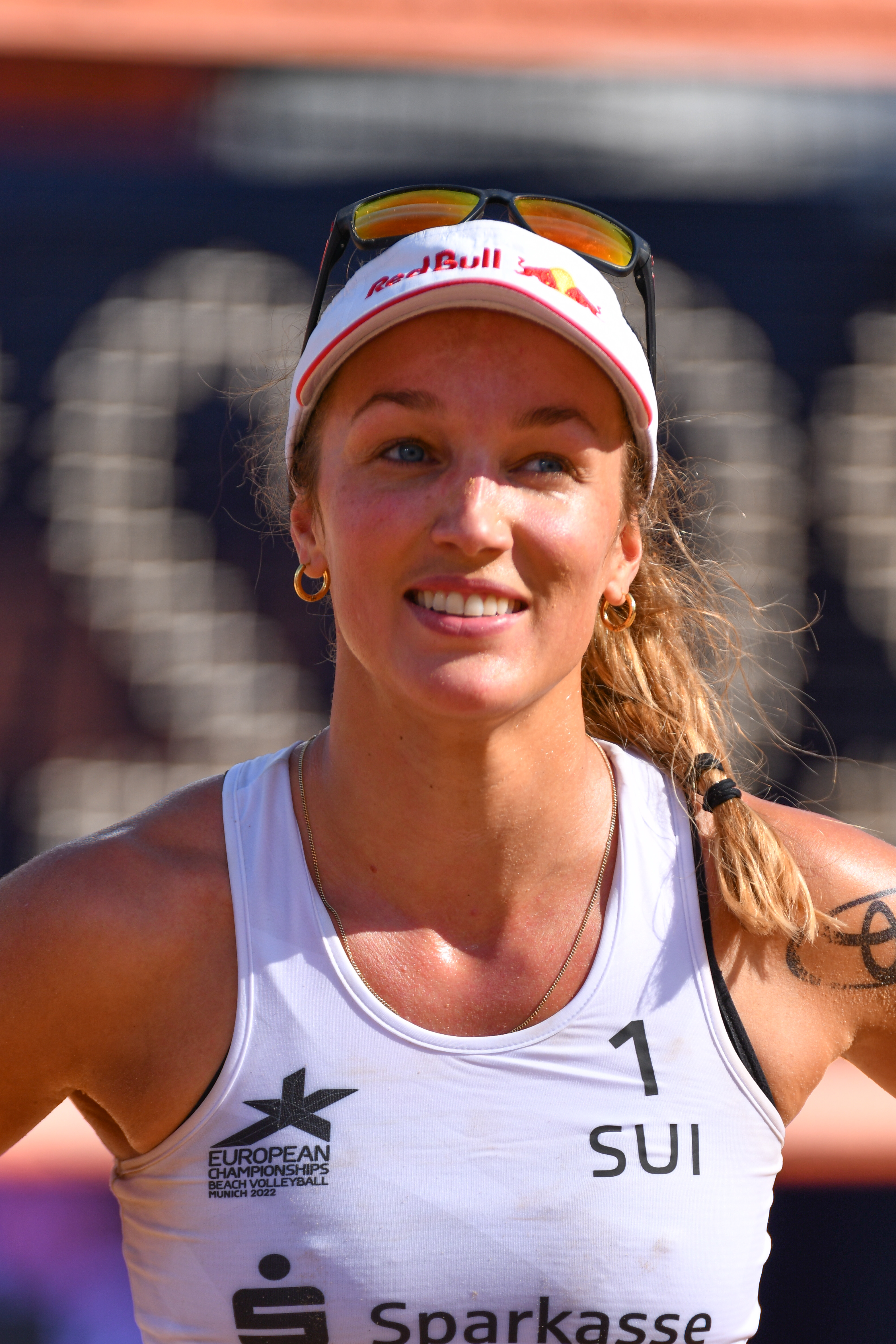
Anouk Vergé-Dépré (* 1992)

- Vergé-Dépré, Zoé (* 1998), Schweizer Beachvolleyballspielerin
- Vergeat, Jo (* 1994), Schweizer Politikerin (Grüne)
- Vergeen, Regine (* 1943), deutsche Schauspielerin und Hörspielsprecherin
- Vergeer, Esther (* 1981), niederländische Rollstuhlbasketball- und Rollstuhltennisspielerin
- Vergeer, Hein (* 1961), niederländischer Eisschnellläufer
- Vergeiner, Ignaz (1938–2007), österreichischer Naturwissenschaftler (Meteorologie, Mathematik und Physik)
- Vergelli, Tiburzio, italienischer Bildhauer und Metallgießer
- Vergels, Mathias (* 1992), belgischer Schauspieler und Musiker
- Vergenhans, Ludwig († 1512), deutscher Rechtsgelehrter, Kleriker und Diplomat
- Vergennes, Charles Gravier comte de (1717–1787), französischer Staatsmann
- Verger, Ferdinand von (1806–1867), bayerischer Diplomat
- Verger, Jean-Louis (1826–1857), französischer katholischer Priester und Attentäter
- Verger, Johann Baptist von (1762–1851), bayrischer Militär und Diplomat
- Verger, Pierre (1902–1996), französischer Fotograf
- Vergerio, Pier Paolo (1370–1444), italienischer Humanist, Mediziner, Jurist und Staatsmann
- Vergerio, Pietro Paolo (1498–1565), italienischer Geistlicher
- Vergers, Michael (* 1969), niederländischer Autorennfahrer
- Vergés i Bosch, Alba (* 1978), spanische Politikerin
- Vergès, Betty (* 1956), französische Schauspielerin und Fotomodell
- Vergès, Françoise (* 1952), französische Wissenschaftlerin, Kuratorin und Aktivistin
- Vergès, Jacques († 2013), französischer Anwalt und StrafverteidigerJacques Vergès († 2013)

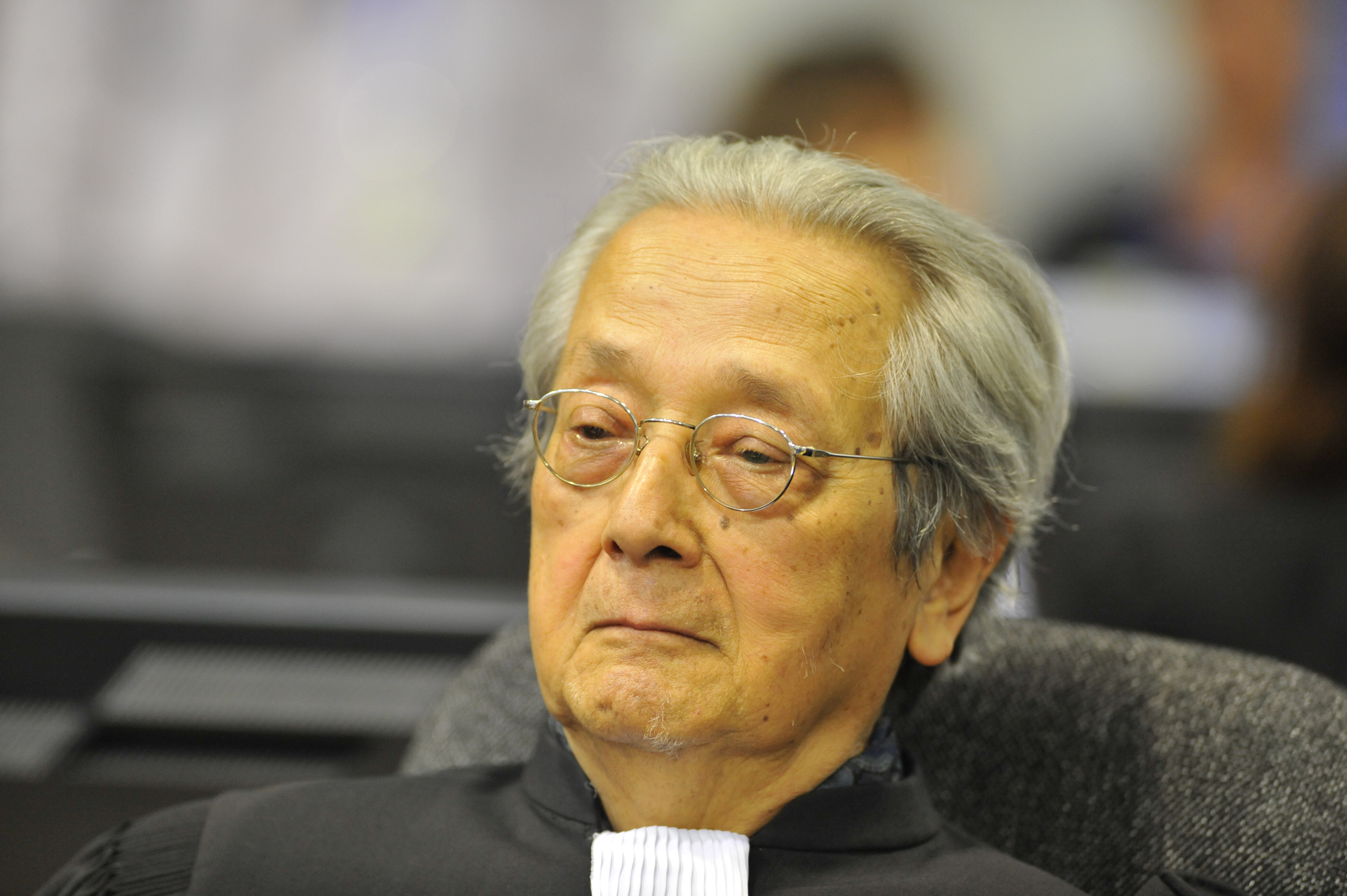
Jacques Vergès († 2013)

- Vergés, Joaquín (* 1992), uruguayischer Fußballspieler
- Vergés, Martín (1934–2021), spanischer Fußballspieler
- Verges, Martin (* 1965), deutscher Theaterregisseur und Autor
- Vergès, Paul (1925–2016), französischer Politiker (Parti communiste réunionnais), Mitglied der Nationalversammlung, MdEP
- Vergés, Rubén (* 1987), spanischer Snowboarder
- Verges, Troy, US-amerikanischer Songwriter
- Vergetis, Staikos (* 1976), griechischer Fußballtrainer
- Vérgez Alzaga, Fernando (* 1945), spanischer Ordensgeistlicher, Kurienkardinal der römisch-katholischen Kirche, emeritierter Präsident des Governatorats der Vatikanstadt
- Vergez, Augusto (1896–1963), argentinischer Karambolagespieler und Weltmeister

### Vergh
- Verghese, Abraham (* 1955), US-amerikanischer Autor indischer Abstammung

### Vergi
- Vergiat, Marie-Christine (* 1956), französische Politikerin (Parti communiste français), MdEP
- Vergier, Loris (* 1996), französischer Mountainbiker
- Vergil (70 v. Chr.–19 v. Chr.), römischer DichterVergil (70 v. Chr.–19 v. Chr.)

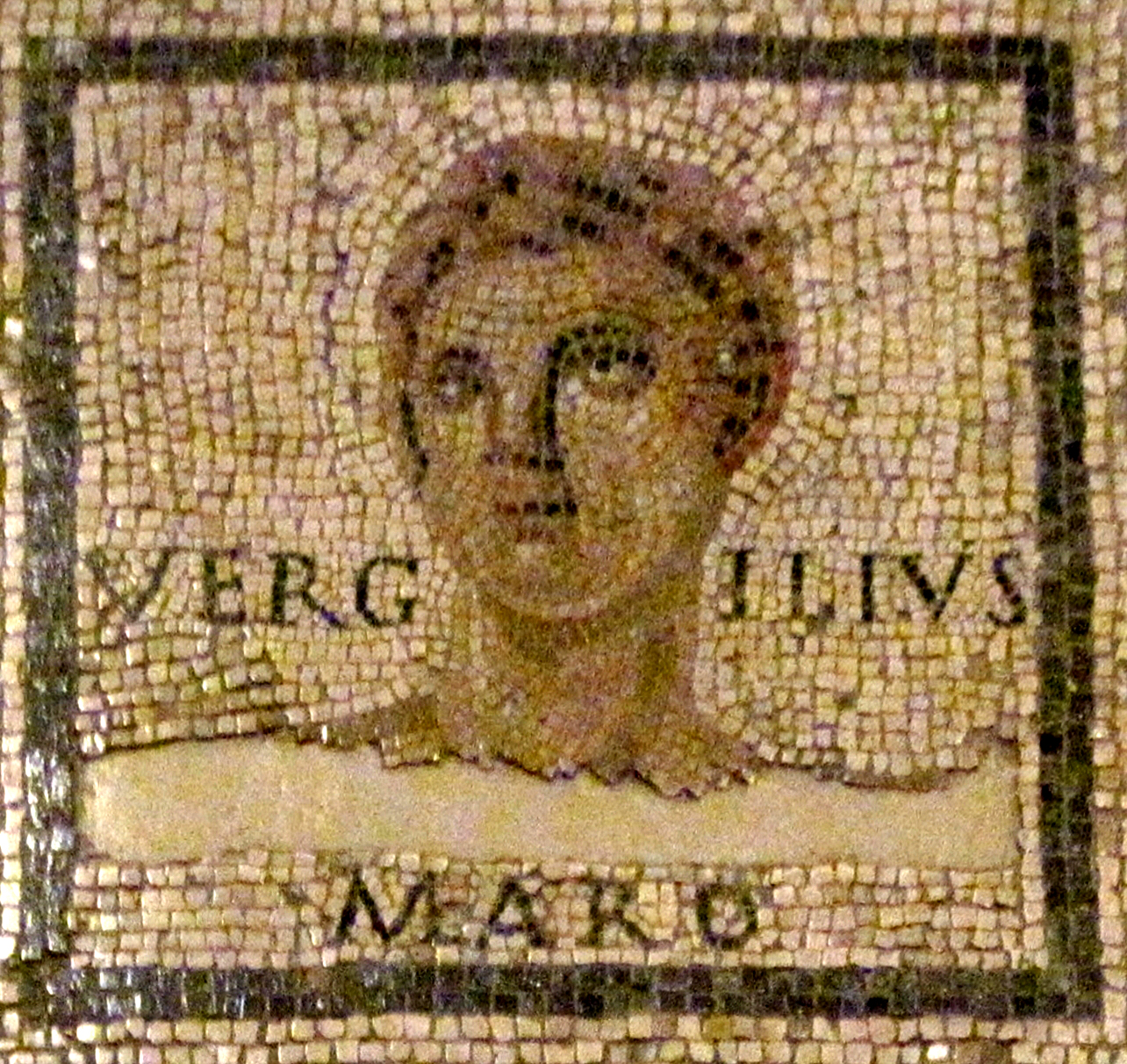
Vergil (70 v. Chr.–19 v. Chr.)

- Vergil, Polydor († 1555), italienischer Humanist
- Vergili, Séverin (1912–2000), französischer Radrennfahrer
- Vergilio, Rodrigo (* 1983), brasilianischer Fußballspieler
- Vergilius Gallus Lusius, Marcus, römischer Offizier (Kaiserzeit)
- Vergilius Maximus, Aulus, römischer Statthalter
- Vergilius, Gaius, römischer Prätor
- Vergin, Hugo, französischer Turner
- Vergin, Siegfried (1933–2012), deutscher Politiker (SPD), MdB
- Verginella, Marko (* 1978), italienisch-slowenischer Basketballspieler
- Verginer, Willy (* 1957), italienischer Holzbildhauer
- Vergini, Santiago (* 1988), argentinischer Fußballspieler
- Verginis, Dimitrios (* 1987), griechischer Basketballspieler
- Verginius Rufus, Lucius († 97), römischer Politiker und Feldherr
- Verginius Tricostus Caelimontanus, Aulus, römischer Konsul 494 v. Chr.
- Verginius Tricostus Caelimontanus, Titus, römischer Konsul 448 v. Chr.
- Verginius Tricostus Caelimontanus, Titus, römischer Konsul 496 v. Chr.
- Verginius Tricostus Rutilus, Proculus, römischer Konsul 486 v. Chr.
- Verginius Tricostus Rutilus, Titus († 463 v. Chr.), römischer Konsul 479 v. Chr.
- Verginius Tricostus, Opiter, römischer Konsul 502 v. Chr.

### Vergn
- Vergnaghi, Mino (* 1955), italienischer Popsänger und Songwriter
- Vergnaud, Bernadette (* 1950), französische Politikerin (PS), MdEP
- Vergne de Tressan, Louis-Élisabeth de la (* 1705), französischer Schriftsteller, Übersetzer und Enzyklopädist
- Vergne, Jean-Éric (* 1990), französischer AutomobilrennfahrerJean-Éric Vergne (* 1990)

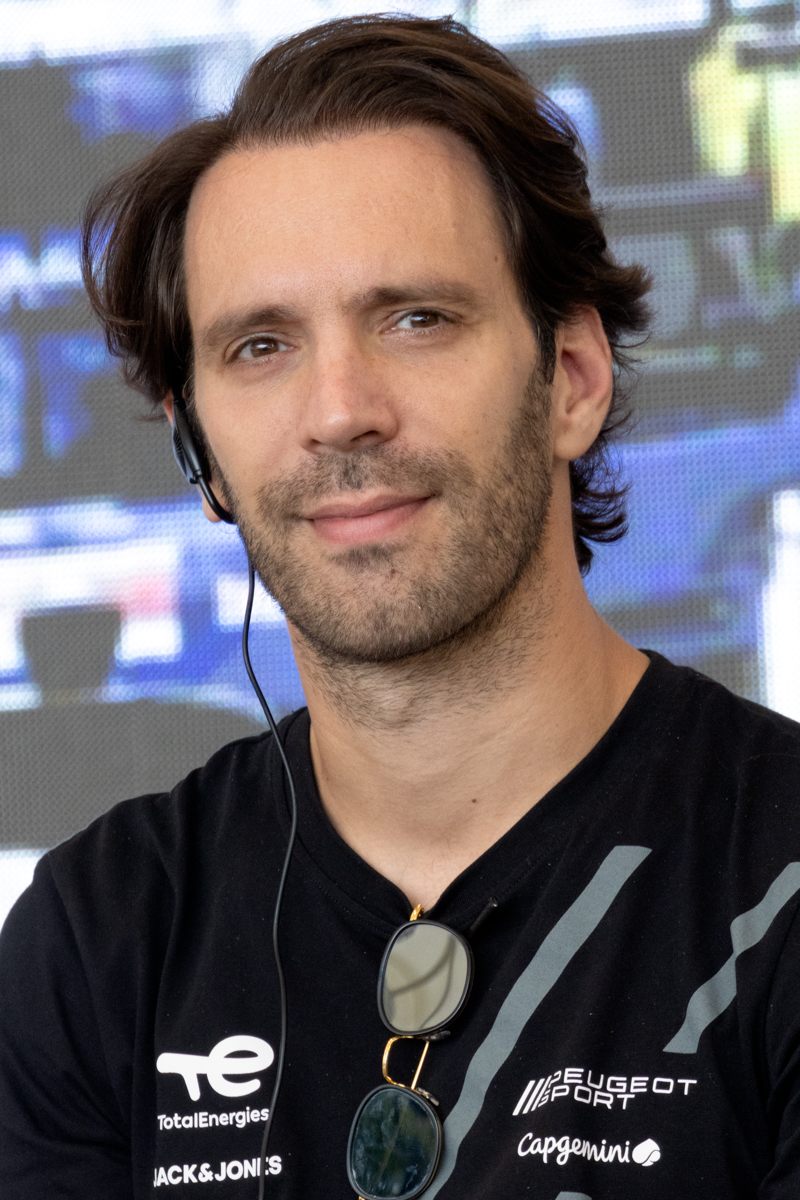
Jean-Éric Vergne (* 1990)

- Vergne, Michèle (* 1943), französische Mathematikerin und Hochschullehrerin
- Vergne, Pierre de († 1403), französischer Kurienkardinal
- Vergnes, Jacques (1948–2025), französischer Fußballspieler
- Vergnet-Ruiz, Jean (1896–1972), französischer Kunsthistoriker
- Vergniaud, Pierre (1753–1793), französischer Führer der Girondisten in der Französischen Revolution
- Vergnier, Michel (* 1946), französischer Politiker, Mitglied der Nationalversammlung
- Vergnole, Léon (1893–1958), französischer Politiker

### Vergo
- Vergoosen, Gérard (1936–2019), niederländischer Radrennfahrer
- Vergoossen, Sef (* 1947), niederländischer Fußballtrainer
- Vergoote, Jasper (* 1992), belgischer Fußballschiedsrichter
- Vergos, Nikos (* 1996), griechischer Fußballspieler
- Vergote, Antoon (1921–2013), belgischer Priester, Theologe und Psychologe
- Vergouwen, Johanna (1630–1714), flämische Malerin

### Vergr
- Vergriete, Patrice (* 1968), französischer Politiker

### Vergu
- Vergucht, François (1885–1944), belgischer Ruderer
- Vergueiro, Senator (1778–1859), portugiesischstämmiger Kaffeeproduzent, Sklavenimporteur und Politiker (Kaiserreich Brasilien)
- Verguet, Gérard (* 1949), französischer Skilangläufer
- Verguin, François-Emmanuel (1814–1864), französischer Chemiker
- Vergult, François (* 1891), belgischer Eishockeytorwart

### Vergy
- Vergy, Guillaume de († 1407), Erzbischof von Besançon, Kardinal
- Vergy, Guillemette de († 1543), Regentin der Herrschaft Valangin
- Vergy, Jean III. de († 1418), burgundischer Adliger und Militär